# Hambacherskogen

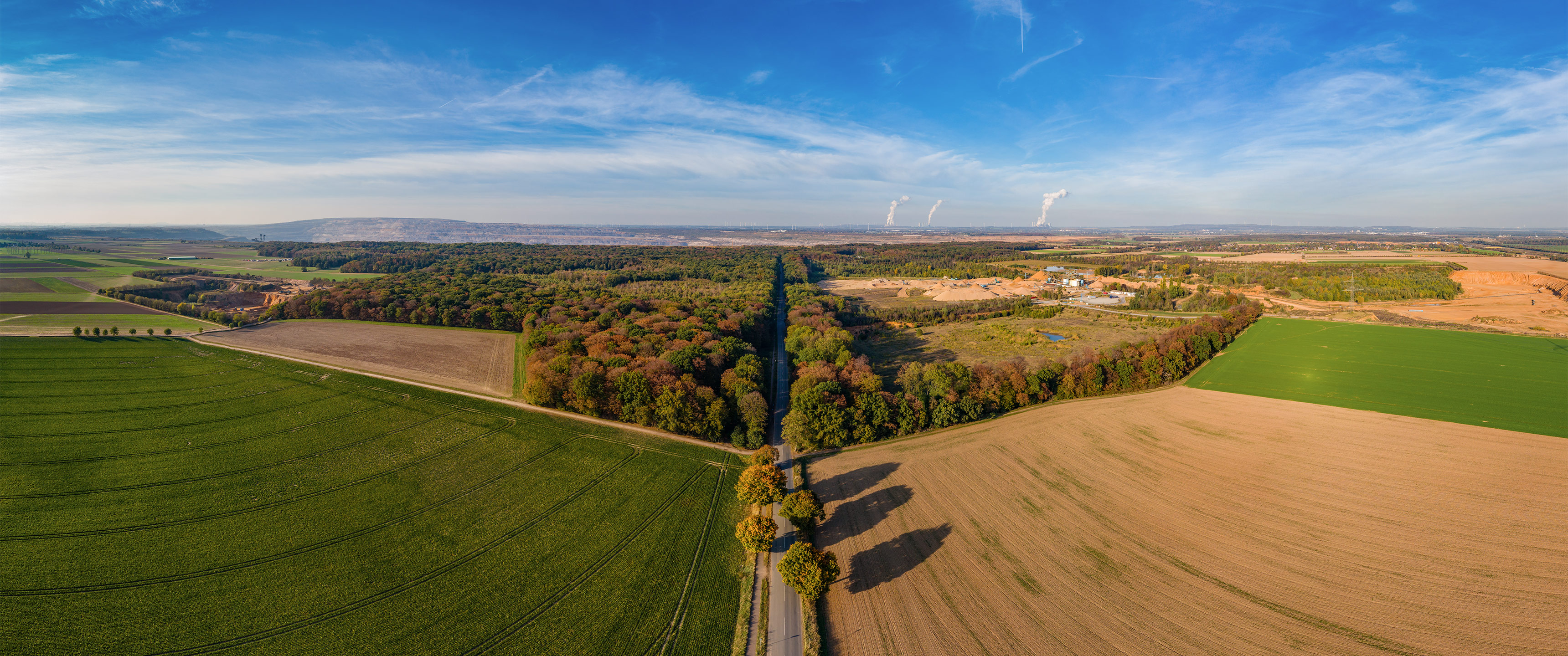

Hambacherskogen (tyska: Hambacher Wald, Hambacher Forst, Bürgewald eller Die Bürge) är en gammal lövskog mellan Köln och Aachen i Nordrhein-Westfalen i västra Tyskland. Skogen hotas av utvidgad kolbrytning och har varit ockuperad under flera år. Skogen är i nuläget ungefär 200 ha stor.
Hambacherskogen är en rest av de skogar som har täckt slätten kring floden Rhen sedan den senaste istiden tog slut för 12 000 år sedan, men eftersom människor har huggit ner träd för virke och bränsle under många hundra år räknas den inte som en urskog. Likväl finns här träd som är över 300 år gamla, främst ek och avenbok. I Hambacherskogen finns 13 arter som är hotade enligt EU:s habitatdirektiv, bland annat hasselmus, gulbukig klockgroda och flera fladdermusarter.

## Ockupation av skogen

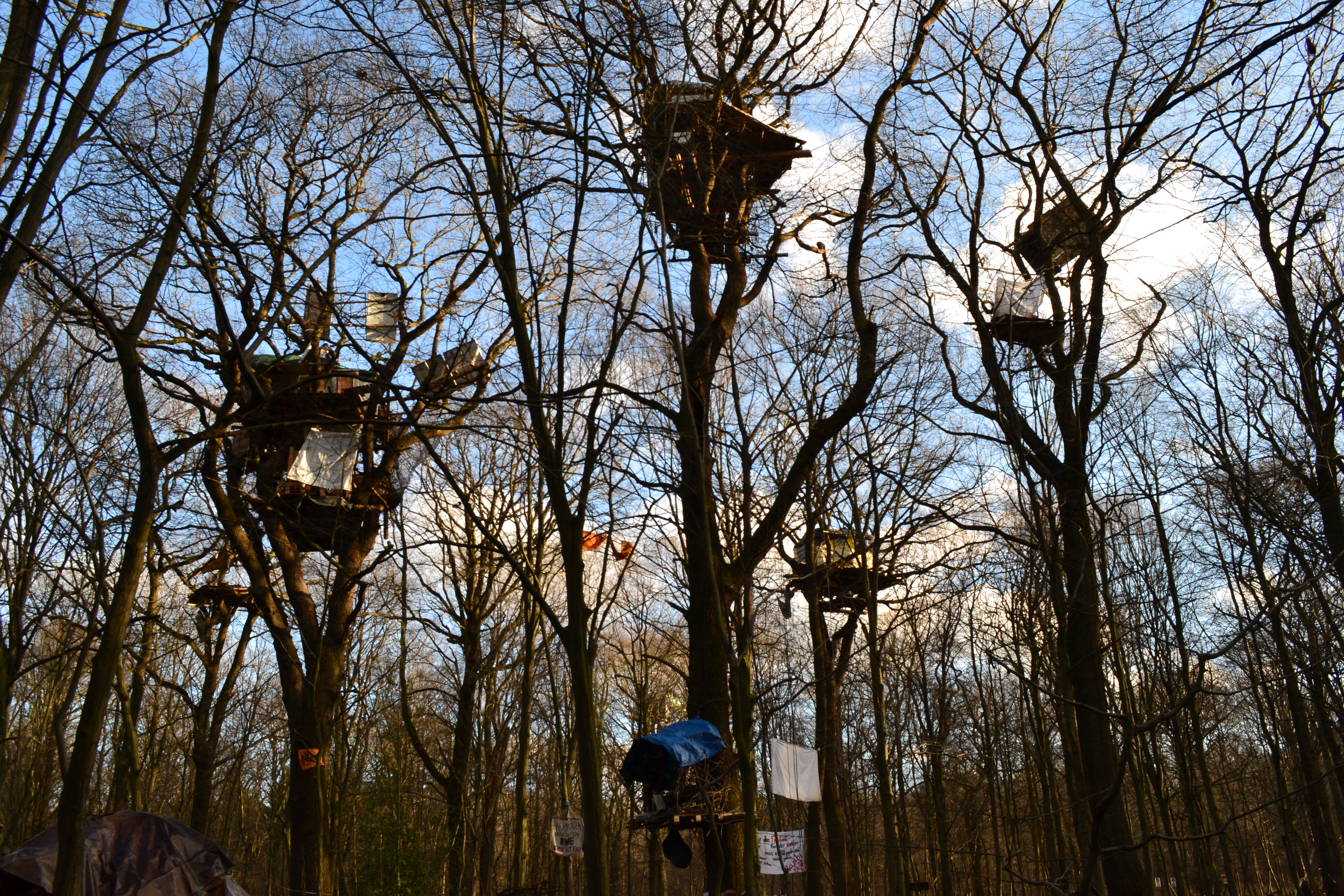
Trädkojor i Hambacherskogen där aktivister bodde.

Området ägs sedan 1978 av det tyska energiföretaget RWE som driver en brunkolsgruva i anslutning till skogen. Allt eftersom dagbrottet behöver utvidgas har mer och mer av skogen huggits ner och idag beräknas ungefär 10 % av skogen finnas kvar jämfört med 1978. Sedan 2012 har skogen varit ockuperad i omgångar av aktivister som vill skydda skogen och som protesterar mot gruvan, som är den största i sitt slag i Europa. Eftersom RWE äger skogen har de rätt att hugga ner den under avverkningssäsongen (oktober–mars).

### Rättsprocess
Hösten 2017 avbröts avverkningarna genom ett domslut efter att miljöorganisationen BUND inlett en rättsprocess mot RWE utifrån Habitatdirektivet och att bland annat den hotade Bechsteins fladdermus finns i skogen. RWE menar att de har rätt att avverka skogen eftersom Habitatdirektivet tillkom efter att RWE påbörjade sin verksamhet . 
Inför avverkningssäsongen 2018, då RWE planerade att avverka hälften av den kvarvarande skogen, gick polisen in i skogen för att vräka det hundratal aktivister som ockuperade skogen, men avverkningarna avbröts igen genom ett domstolsbeslut. Anledningen var att det krävdes mer tid för att bearbeta bevismaterialet från BUND:s sida, samt att RWE inte hade lagt fram tillräckliga bevis för att avverkningen av skogen var avgörande för Tysklands energiförsörjning.
I samband med polisinsatsen föll en journalist ned från en hängbro mellan trädkojorna och dog.
I början av 2019 gick RWE med på att göra uppehåll i avverkningarna fram till hösten 2020 för att minska spänningarna i skogen.